# Lịch sử Bắc Ninh
Bắc Ninh hình thành lâu đời gắn liền với nền Văn minh sông Hồng. Luy Lâu không chỉ là trung tâm chính trị, mà còn là trung tâm kinh tế - thương mại, trung tâm văn hóa - tôn giáo cổ xưa nhất của Việt Nam.

## Thời kỳ dựng nước
Từ mấy nghìn năm trước người Việt cổ đã cư trú và lập làng ở ven sông Cầu, sông Dâu, sông Đuống, sông Ngũ Huyện Khê, sông Tiêu Tương sống chủ yếu bằng canh tác nông nghiệp kết hợp làm nghệ thủ công. Hàng loạt di vật như trống đồng, dao găm, rìu, giáo, tấm che ngực, mảnh giáp bằng đồng với những hoa văn độc đáo được tìm thấy ở các di tích Lăng Ngâm, Đại Trạch, Quả Cảm, Đại Lai mảnh khuôn đúc trống đồng trong thành cổ Luy Lâu đã chứng tỏ người khu vực này khi đó rất tinh xảo trong nghề đúc đồng, chế tác các đồ trang sức, làm gốm.
Những giá trị tinh thần, tư tưởng được phản ánh qua các huyền thoại ông Đùng, bà Đùng, ông khổng lồ cắn nát núi, hút sạch rừng, băng ngang lũ; về Kinh Dương Vương, Lạc Long Quân, Âu Cơ, Thánh Gióng, An Dương Vương, Mỵ Châu - Trọng Thủy và thành cổ Loa. Cùng với huyền thoại truyền thuyết là đậm đặc các di tích tiêu biểu như lăng mộ Kinh Dương Vương, các đền thờ Lạc Long Quân, Âu Cơ, đền thờ Phù Đổng Thiên Vương ở Thuận Thành, Từ Sơn, Tiên Du.
Thời kỳ nước Văn Lang, nước ta được chia làm có 15 bộ, bộ Vũ Ninh là vùng lãnh thổ thuộc phần lớn tỉnh Bắc Ninh hiện nay.

## Bắc thuộc
Trong thời Bắc thuộc, Giao Chỉ gồm có 10 huyện trong đó có huyện Luy Lâu. Luy Lâu đã từng là đô thị lớn, là trung tâm thương mại trong suốt thời kỳ dài từ cuối thế kỷ thứ II đến thế kỷ IX-X. Xung quanh Luy Lâu là các làng nông nghiệp, làng thủ công, làng buôn bán phát triển. Tại đây, tư tưởng Nho giáo và văn hoá Hán Đường đã được truyền bá liên tục vào nước ta. Bắc Ninh với trung tân Luy Lâu là nơi đầu tiên có trường dạy chữ và văn hoá Hán ở Việt Nam. Ngoài ra Luy Lâu còn là trung tâm Phật giáo lớn và cổ xưa nhất của người Việt. Hệ thống di tích, chùa tháp quần tụ đậm đặc ở đây với trung tâm là chùa Dâu cùng nhiều nguồn di vật, tài liệu như tượng pháp, bia ký, bản khắc Cổ Châu Pháp Vân và lễ hội chùa Dâu - lễ hội Phật giáo lớn nhất trong đồng bằng Bắc Bộ với các nghi lễ Tân Phật, rước Tứ Pháp, rước nước chứng tỏ Luy Lâu là tổ đình của Phật giáo Việt Nam. Luy Lâu là không gian điển hình đan xen, hỗn dung tiếp xúc, biến đổi hội tụ và kết tinh văn hoá Việt Nam cổ với văn hoá Phật - Ấn, Nam Á và Trung Á, văn hoá Nho Lão (Trung Hoa - Đông Á) để rồi sinh thành bản sắc văn hoá Kinh Việt.
Đến thời Ngô Quyền, Giao Châu gồm các vùng phía nam sông Hồng và sông Đuống, thuộc Hà Nội, Bắc Ninh, một phần Hưng Yên.

## Thời phong kiến độc lập
Các vua thời Lý lập Phủ Thiên Đức (vốn là châu Cổ Pháp). Bắc Ninh là đất phát tích nhà Lý - triều đại khai mở ra nền văn minh Đại Việt gắn liền với tên tuổi của những nhân vật lịch sử - văn hoá kiệt xuất như: Lý Công Uẩn, Lý Nhân Tông, Nguyên Phi Ỷ Lan, Lê Văn Thịnh. Đây là nơi vang vọng bài thơ Nam quốc sơn hà- bản tuyên ngôn độc lập đầu tiên của dân tộc Việt Nam.
Cuối thời Trần, cả nước có 24 đơn vị hành chính. Lộ Bắc Giang bao trùm Bắc Ninh và một phần Hà Nội, Bắc Giang ngày nay, gồm có 3 châu, lộ trực tiếp quản lý 2 huyện Siêu Loại và Gia Lâm. Châu Gia Lâm gồm 3 huyện: An Định (Gia Bình hiện nay), Tế Giang (Văn Giang hiện nay), Thiện Tài (Lương Tài hiện nay). Châu Vũ Ninh gồm 5 huyện: Tiên Du (Tiên Du hiện nay), Vũ Ninh (Quế Võ hiện nay), Đông Ngàn (Từ Sơn và một phần Sóc Sơn thuộc Hà Nội hiện nay), Từ Sơn (Từ Sơn hiện nay), Yên Phong (Yên Phong hiện nay). Châu Bắc Giang gồm 3 huyện Tân Phúc (Đa Phúc cũ, một phần Sóc Sơn hiện nay), Phật Thệ (Hiệp Hòa thuộc Bắc Giang hiện nay), Yên Việt (Việt Yên hiện nay).
Năm 1490, vua Lê Thánh Tông cho định lại bản đồ cả nước, gồm 13 (đạo) xứ thừa tuyên. Trong đó, trấn (xứ) Kinh Bắc gồm 4 phủ (20 huyện), hiện nay bao gồm toàn bộ ranh giới 2 tỉnh Bắc Giang, Bắc Ninh và một phần nhỏ các tỉnh thành lân cận là Hà Nội (toàn bộ khu vực phía bắc sông Hồng là: Gia Lâm, Long Biên, Đông Anh, Mê Linh, Sóc Sơn); Hưng Yên (Văn Giang, Văn Lâm) và Lạng Sơn (Hữu Lũng).

## Sau năm 1802

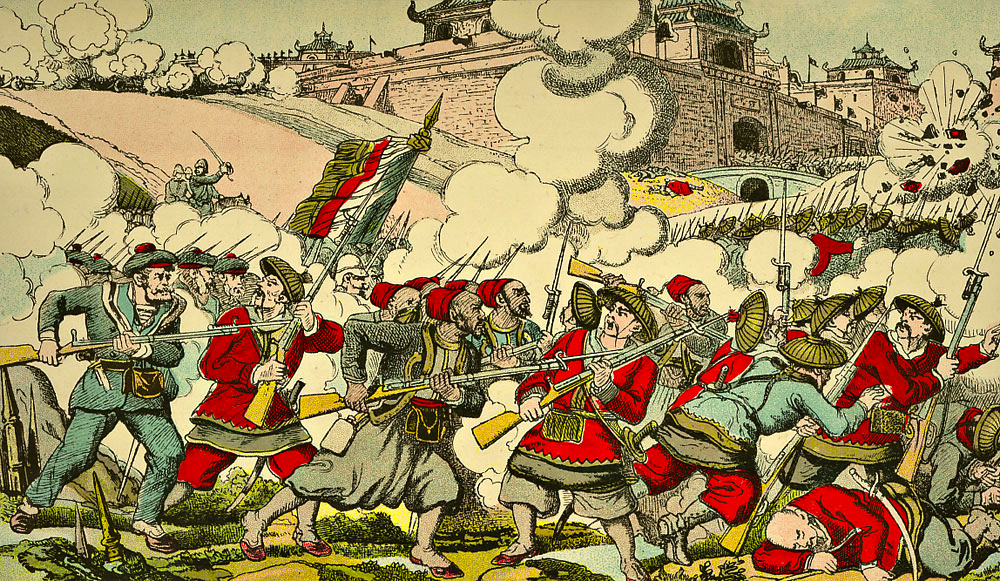
Quân Pháp và quân Thanh giao chiến trong trận Bắc Ninh 1884

Thời Minh Mạng, cả nước được chia thành 31 đơn vị hành chính: phủ Thừa Thiên là trung tâm, các trấn (tên đơn vị hành chính thời Hậu Lê và Tây Sơn) được đổi thành 30 tỉnh. Việc lập các tỉnh được thực hiện trong 2 đợt. Đợt đầu tiên vào năm 1831, Minh Mạng thực hiện chia các trấn phía bắc làm 18 tỉnh. Tỉnh Bắc Ninh được thành lập (nay là Bắc Ninh và Bắc Giang, một phần đất Hà Nội và Vĩnh Phúc này nay).
Tỉnh Bắc Ninh là cửa ngõ của cố đô Thăng Long, là vùng đất trung chuyển giữa kinh đô xưa với miền địa đầu giáp giới Trung Quốc. Do có đường quốc lộ lên ải Bắc chạy qua, nên vị trí quân sự của Bắc Ninh cực kỳ hệ trọng. Chính vì thế, mùa xuân 1884, Pháp đánh thành Bắc Ninh hoàn thành gấp công cuộc thống trị và bảo hộ nước ta.
Năm 1895, tách phủ Lạng Giang ra lập tỉnh Bắc Giang.
Năm 1903, tách các huyện Đông Anh, Kim Anh, Đa Phúc nhập vào tỉnh Vĩnh Yên.
Năm 1960, huyện Văn Giang của Bắc Ninh được tách sang tỉnh Hưng Yên.
Ngày 20 tháng 04 năm 1961, tách huyện Gia Lâm nhập vào Hà Nội.
Vào năm 1963, tỉnh Bắc Ninh được sáp nhập với tỉnh Bắc Giang thành tỉnh Hà Bắc. Mặc dù không còn vị trí tỉnh lỵ như trước đây (lúc đó Bắc Giang trở thành tỉnh lỵ của tỉnh mới sáp nhập), nhưng thị xã Bắc Ninh vẫn là một trung tâm kinh tế - xã hội quan trọng của Hà Bắc, nhất là trong mối quan hệ giao lưu với thủ đô Hà Nội.
Ngày 1 tháng 1 năm 1997, tỉnh Bắc Ninh chính thức được tái lập theo Nghị quyết của Quốc hội khoá IX, kỳ họp thứ 10 (ngày 15 tháng 11 năm 1996).